# 680.
680. je deveto desetletje v 7. stoletju med letoma 680 in 689. 